# Stichopogon irwini
Stichopogon irwini là một loài ruồi trong họ Asilidae. Stichopogon irwini được Londt miêu tả năm 1979. Loài này phân bố ở vùng nhiệt đới châu Phi.